# Cung điện Belvedere

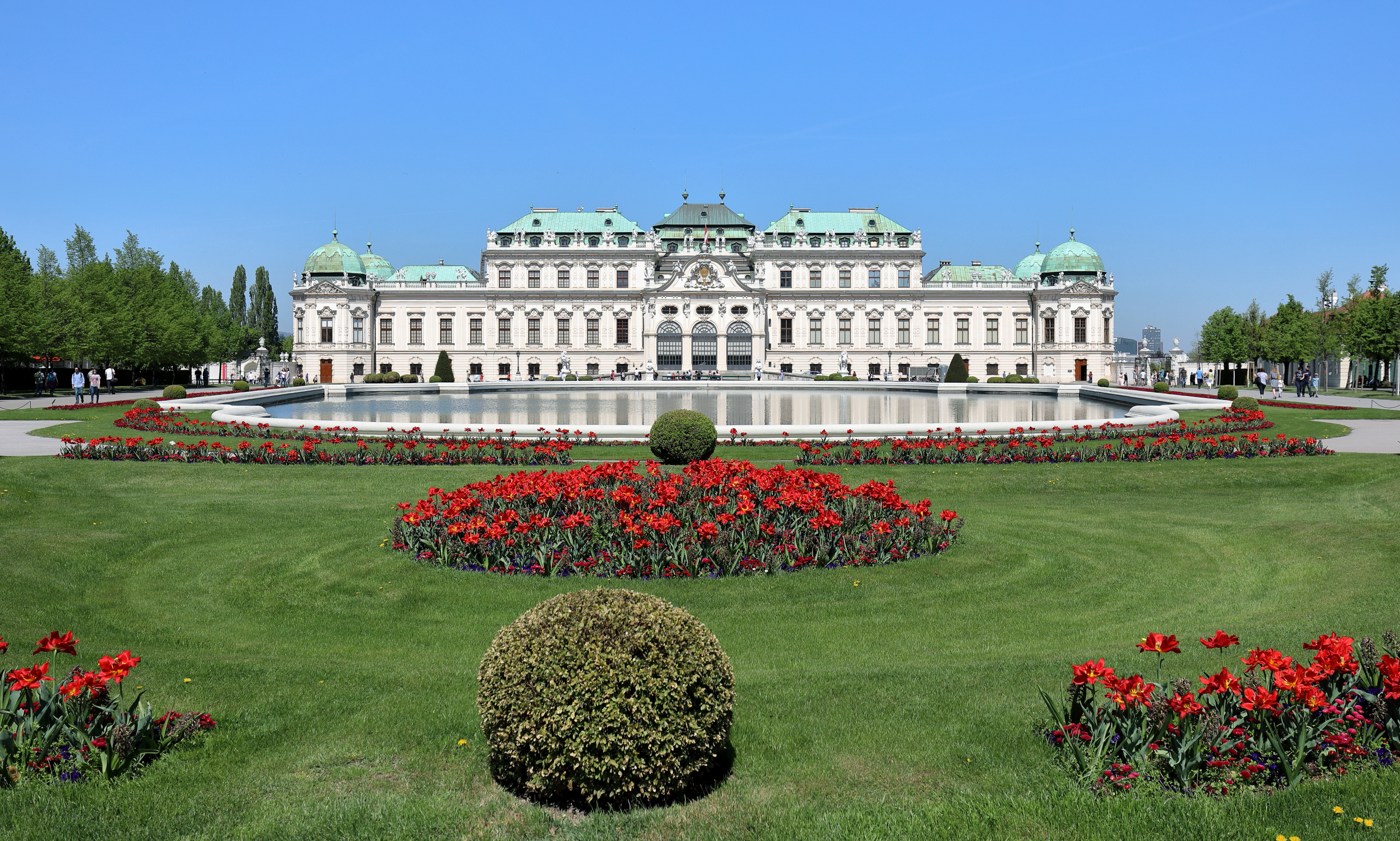
Cung điện Belvedere

Belvedere là một tòa nhà phức hợp tòa lịch sử ở Wien, Áo, bao gồm hai cung điện theo phong cách Baroque (Thượng và Hạ Belvedere), vườn cam và Cung điện Stables. Các tòa nhà được bố trí trong một cảnh quan công viên phong cách Baroque ở quận 3 của thành phố, phía đông nam của trung tâm của nó. Trong cung điện này có bảo tàng Belvedere. Nền móng nằm trên một mặt bằng có độ dốc nhẹ và bao gồm đài phun nước trang trí tầng, thác, các tác phẩm điêu khắc Baroque, và cửa sắt rèn tráng lệ. Phức hợp theo phong cách kiến trúc Baroque là cung điện mùa hè của Vương công Eugène de Savoie-Carignan nằm bên ngoài tường thành của thành phố Belvedere.
Cung điện Belvedere được xây dựng trong một thời kỳ có các hoạt động xấy dựng khắp thành phố Wien mà lúc đó là thủ đô và nơi ở của triều đại nhà Habsburg. Đây là thời kỳ thịnh vượng khi Tổng tư lệnh Vương công Eugene xứ Savoy kết thúc thắng lợi một loạt các cuộc chiến tranh chống lại Đế quốc Ottoman.
Cung điện Belvedere có hai phần trên cao và dưới thấp sau này trở thành Nhà triển lãm cố định của nước Áo. Oberes Belvedere trên cao chứa nghệ thuật Áo và quốc tế đương đại từ hai thập kỷ qua. Nghệ thuật Wien từ đầu thế kỷ 20 cũng được giới thiệu trong bộ sưu tập "Vienna trong khoảng 1900 và nghệ thuật cổ điển Hiện đại".

## Hạ Belvedere

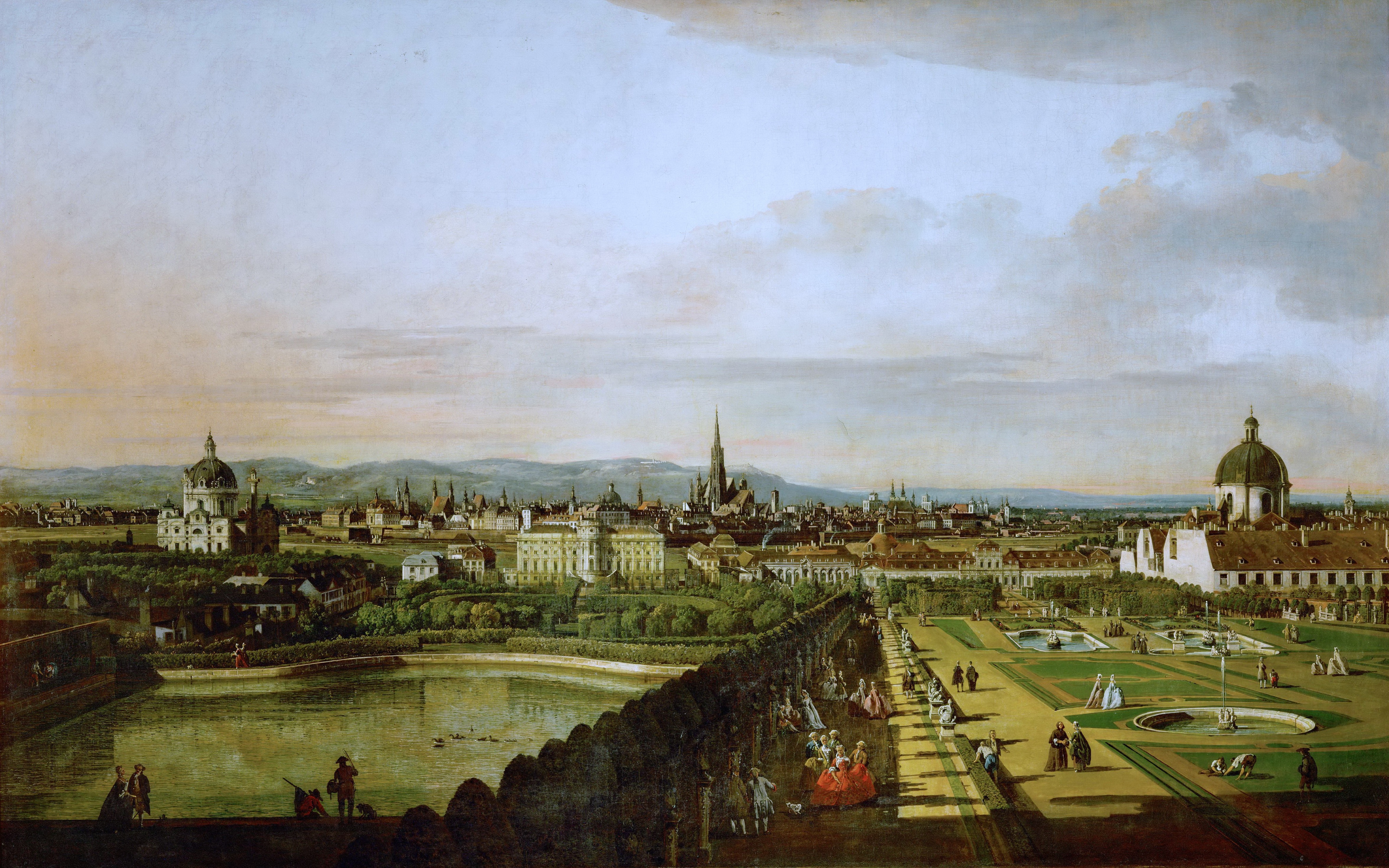
Quang cảnh những khu vườn nhìn từ Thượng Belvedere, được vẽ bởi Bernardo Bellotto vào năm 1758

Vào ngày 30 tháng 11 năm 1697, một năm sau khi bắt đầu xây dựng công trình Stadtpalais, Vương công Eugene đã mua một mảnh đất khá lớn ở phía nam Rennweg, con đường chính đến Hungary. Kế hoạch cho khu vườn Belvedere đã được soạn thảo ngay lập tức. Vương công Eugene đã chọn Johann Lukas von Hildebrandt làm kiến trúc sư trưởng cho dự án này chứ không phải Johann Bernhard Fischer von Erlach, người tạo ra ông chủ của mình. Hildebrandt (1668-1745), người mà vị tướng đã gặp trong khi tham gia vào một chiến dịch quân sự ở Piedmont, đã xây dựng Cung điện Ráckeve cho ông vào năm 1702 ở Csepel, một cù lao trên sông Danube phía nam Budapest. Sau đó, ông tiếp tục xây dựng nhiều tòa nhà khác. Kiến trúc sư đã nghiên cứu kỹ thuật dân dụng ở Rome dưới thời Carlo Fontana và đã phục vụ triều đình vào năm 1695, 96 để học cách xây dựng công sự. Từ năm 1696 trở đi, hồ sơ cho thấy ông được thuê làm kiến trúc sư triều đình ở Vienna. Cũng như Belvedere, những thành tựu nổi bật nhất của Hildebrandt bao gồm Cung điện Schloss Hof, cũng được Vương công Eugene xây dựng, Cung điện Schwarzenberg (trước đây gọi là Cung điện Mansfeld-Fondi), Cung điện Kinsky, cũng như toàn bộ di sản Tu viện Gottweig ở thung lũng Wachau.
Vào thời điểm Vương công Eugene đang lên kế hoạch mua đất ở ngoại ô Vienna cho dự án Belvedere của mình, khu vực này hoàn toàn không được phát triển - một nơi lý tưởng để xây dựng một khu vườn cảnh quan và cung điện mùa hè. Tuy nhiên, một tháng trước khi Vương công Eugene thực hiện vụ mua lại, Đại nguyên soái hoàng đế Heinrich Franz Mansfeld, Vương công Fondi đã mua lô đất lân cận và ủy thác cho Hildebrandt xây dựng một cung điện có vườn. Để mua lô đất, Vương công Eugene đã buộc phải vay một khoản lớn được bảo đảm bằng Stadtpalais, lúc đó vẫn đang trong quá trình xây dựng. Ông đã mua thêm các khu vực lân cận đất vào năm 1708, 1716 và một lần nữa vào năm 1717-18 để cho phép ông mở rộng khu vườn theo từng giai đoạn.
Các hồ sơ cho thấy rằng việc xây dựng Hạ Belvedere đã bắt đầu vào năm 1712, khi Vương công Eugene đệ trình yêu cầu kiểm tra tòa nhà vào ngày 5 tháng 7 năm 1713. Công việc được tiến hành nhanh chóng và Marcantonio Chiarini từ Bologna bắt đầu vẽ hình tứ giác ở sảnh trung tâm vào năm 1715. Đại sứ từ Flanders thuộc Tây Ban Nha đã đến thăm Hạ Belvedere cũng như Stadtpalais vào tháng 4 năm 1716. Công việc mở rộng đã được thực hiện trên cơ sở cùng lúc với việc xây dựng ở Lustschloss, vì Hạ Belvedere được mô tả trên một cảnh quan thành phố ban đầu. Dominique Girard đã thay đổi quy hoạch của khu vườn một cách đáng kể trong khoảng thời gian từ tháng 1 đến tháng 5 năm 1717 để có thể hoàn thành vào mùa hè sau. Girard, người được thuê làm fontainier du roi hay kỹ sư nước hoàng gia ở Versailles từ năm 1707-15 và đã bắt đầu làm công việc thanh tra vườn cho Tuyển hầu tước vùng Bavaria Maximilian II Emanuel từ năm 1715 trở đi. Tuyển hầu tước cũng là người đã khuyến khích Vương công Eugene thuê ông sau này. Bức tượng ở lan can là tác phẩm nổi tiếng nhất của Giovanni Stanetti.

## Vườn
Khu vườn có một khung cảnh được bao bọc bởi hàng rào được cắt tỉa, ngay cả khi Belvedere đang xây dựng, tạo hình kiểu Pháp với những cuộc đi bộ hấp dẫn và jeux d'eau của Dominique Girard, người đã được đào tạo trong khu vườn Versailles khi còn là học trò của André Le Nôtre. Bể nước lớn của nó ở phía trên bồn hoa và cầu thang và thác được bao quanh bởi các nữ thần và thần vệ nữ liên kết các tầng trên và dưới hiện vẫn còn nhưng nền có hoa văn đã mọc cỏ từ lâu; nó hiện đang được khôi phục.

## Thượng Belvedere

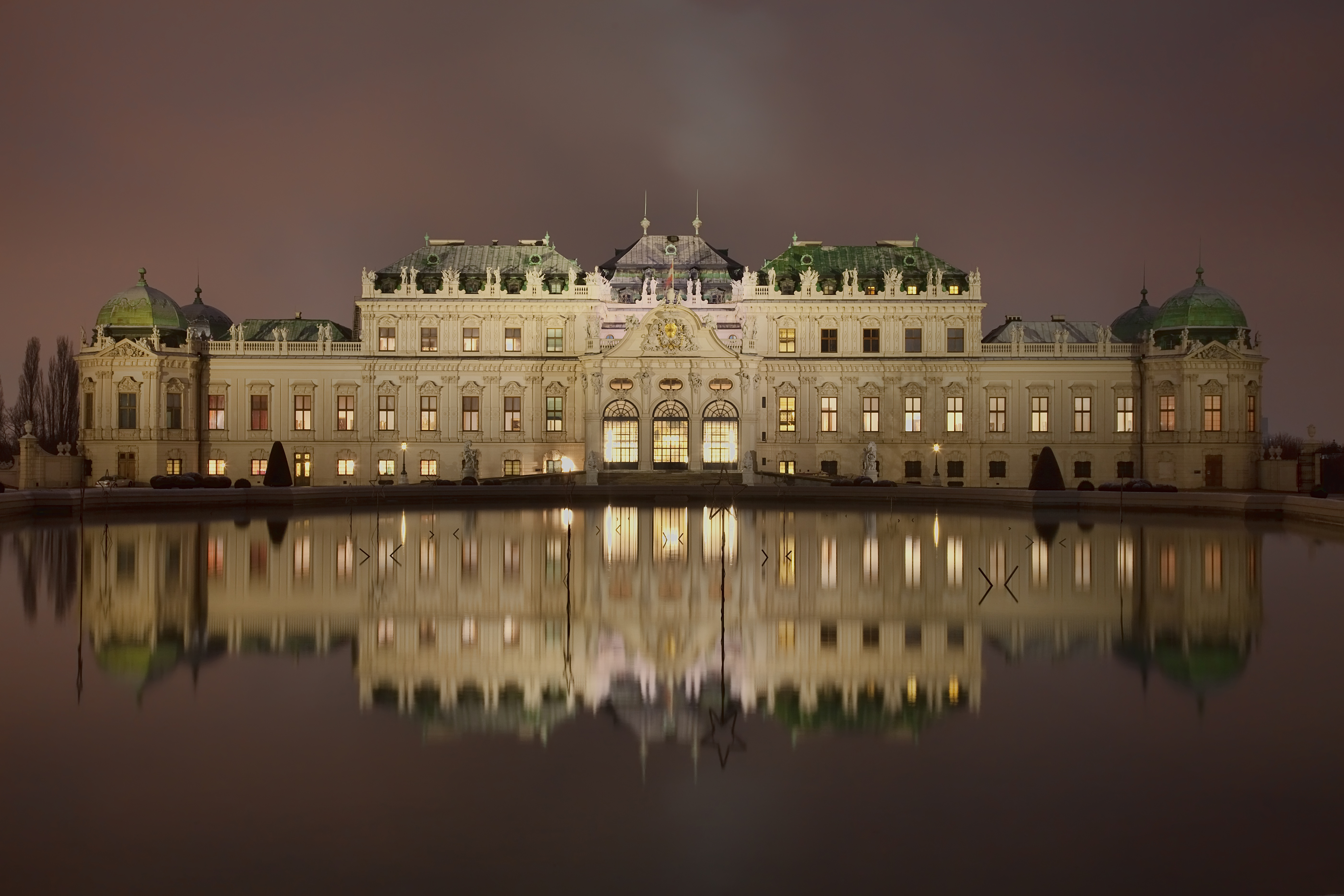
Thượng Belvedere vào ban đêm

Việc xây dựng Thượng Belvedere bắt đầu sớm nhất là vào năm 1717, được chứng thực bằng hai lá thư mà Vương công Eugene gửi từ Belgrade cho người hầu Benedetti vào mùa hè năm 1718, mô tả tiến trình làm việc của cung điện. Việc xây dựng đã tiến triển đến ngày 2 tháng 10 năm 1719 đến nỗi hoàng tử đã có thể tiếp Đại sứ Thổ Nhĩ Kỳ Ibrahim Pasha ở đó. Việc trang trí nội thất bắt đầu sớm nhất là vào năm 1718. Năm 1719, ông ủy thác cho họa sĩ người Ý Francesco Solimena thực hiện cả bàn thờ cho Nhà nguyện Cung điện và bức bích họa trên trần trong Phòng Vàng. Trong cùng năm đó, Gaetano Fanti được giao nhiệm vụ thực hiện bức tranh tứ giác ảo giác trong Hội trường đá cẩm thạch. Năm 1720, Carlo Carlone được giao nhiệm vụ vẽ bức bích họa trên trần nhà trong Hội trường đá cẩm thạch, được ông thực hiện từ năm 1721-23.
Tòa nhà được hoàn thành vào năm 1723. Tuy nhiên, Sala Terrena có nguy cơ sụp đổ do các vấn đề về cấu trúc vào mùa đông năm 1732-33 Hildebrandt đã buộc phải lắp đặt một trần nhà hình vòm được hỗ trợ bởi bốn trụ cột Atlas, tạo cho căn phòng diện mạo hiện tại. Salomon Kleiner, một kỹ sư từ triều đình của Tuyển hầu tước Mainz, đã sản xuất một ấn phẩm gồm mười phần từ năm 1731 đến 1740 có tổng cộng chín mươi bản mang tên Wunder würdiges Kriegs- und Siegs-Lager deß Unvergleichlichen Heldens Unserer Zeiten Eugenii Francisci Hertzogen zu Savoyen und Piemont ("Chiến tranh kỳ diệu và chiến thắng bao trùm người anh hùng tối cao của thời đại chúng ta là Eugene Francis Vương công xứ Savoy và Piedmont"), trong đó ghi lại chi tiết chính xác tình trạng của khu phức hợp Belvedere.

## Thư viện ảnh

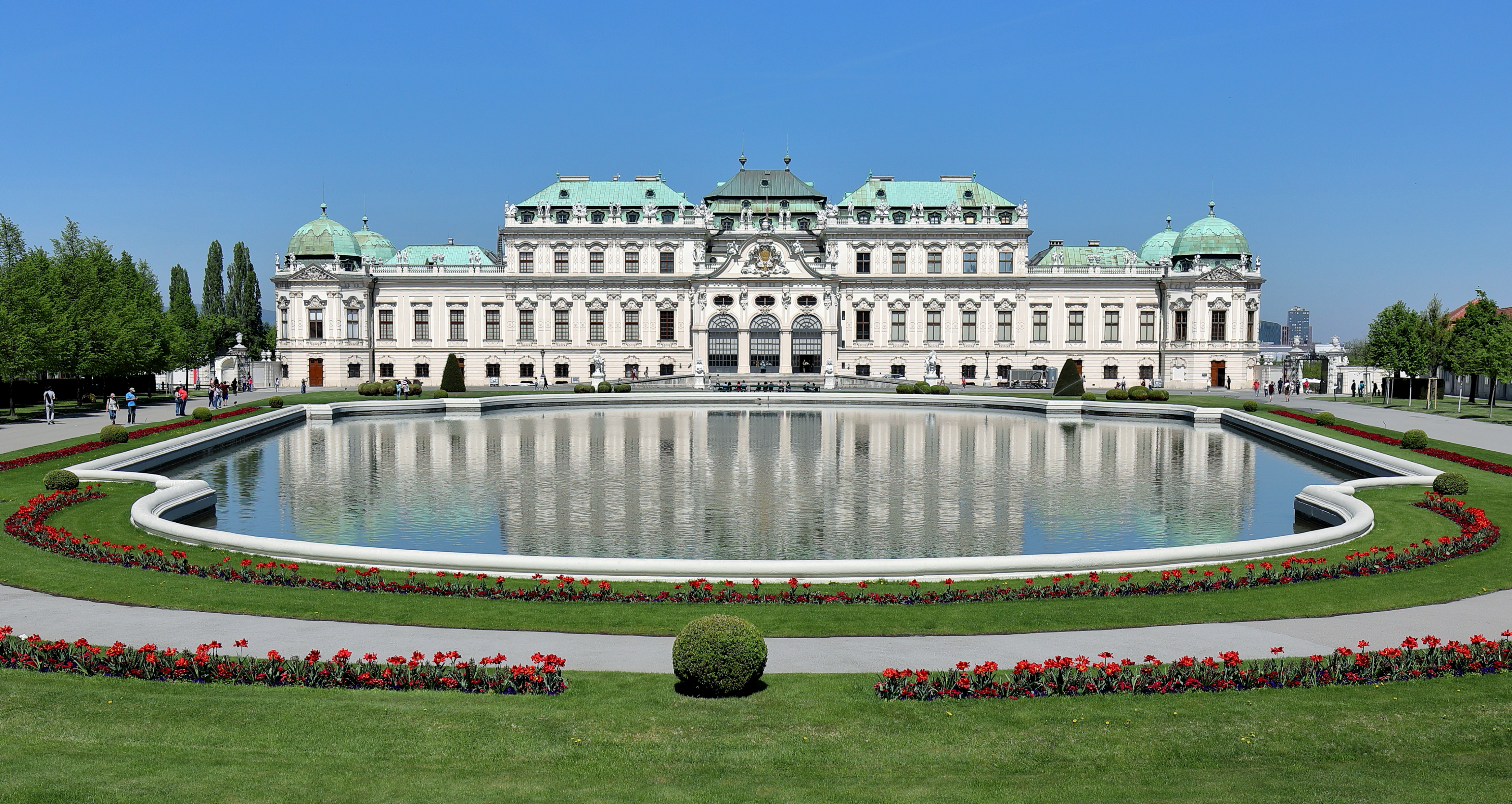
Thượng Belvedere
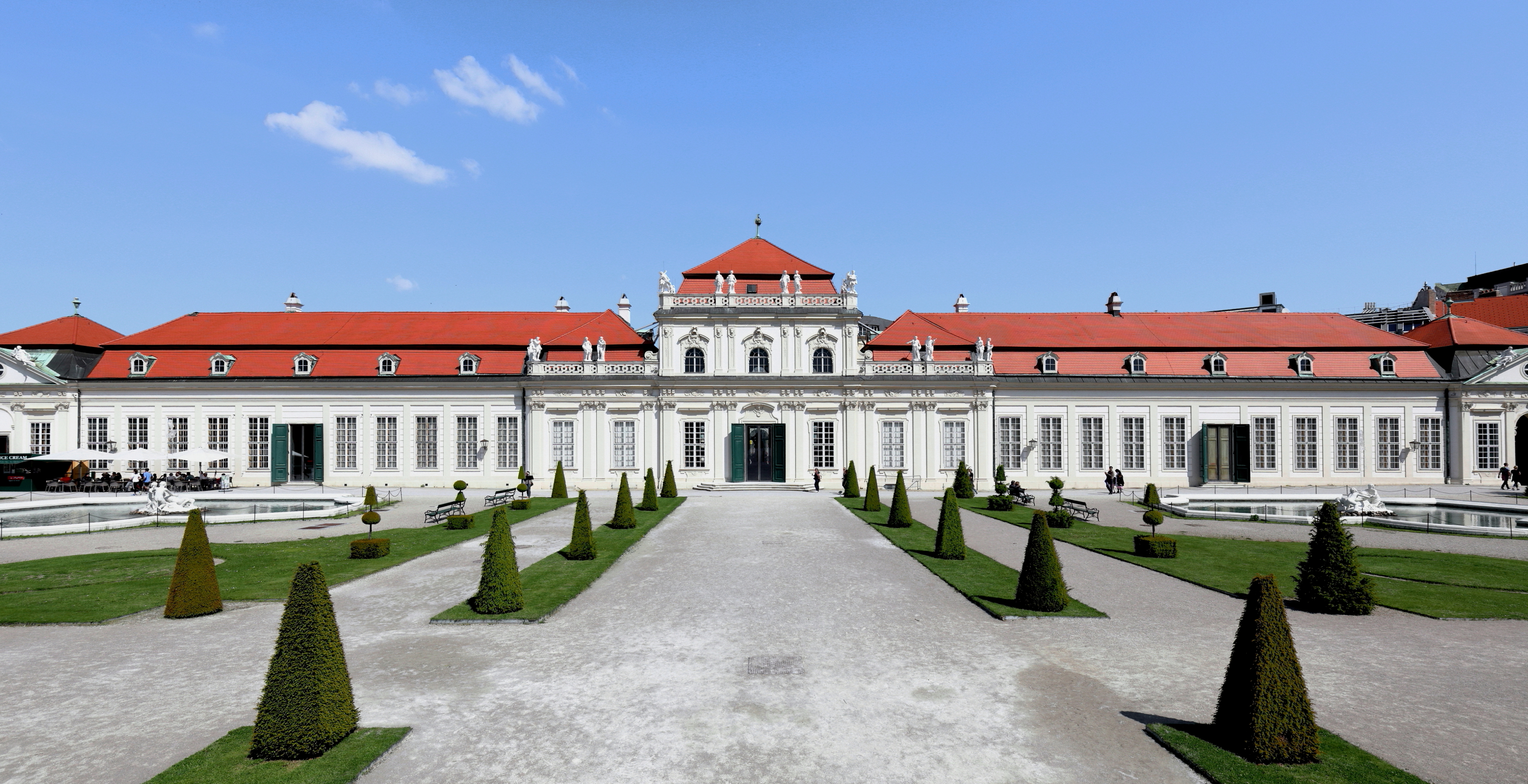
Hạ Belvedere
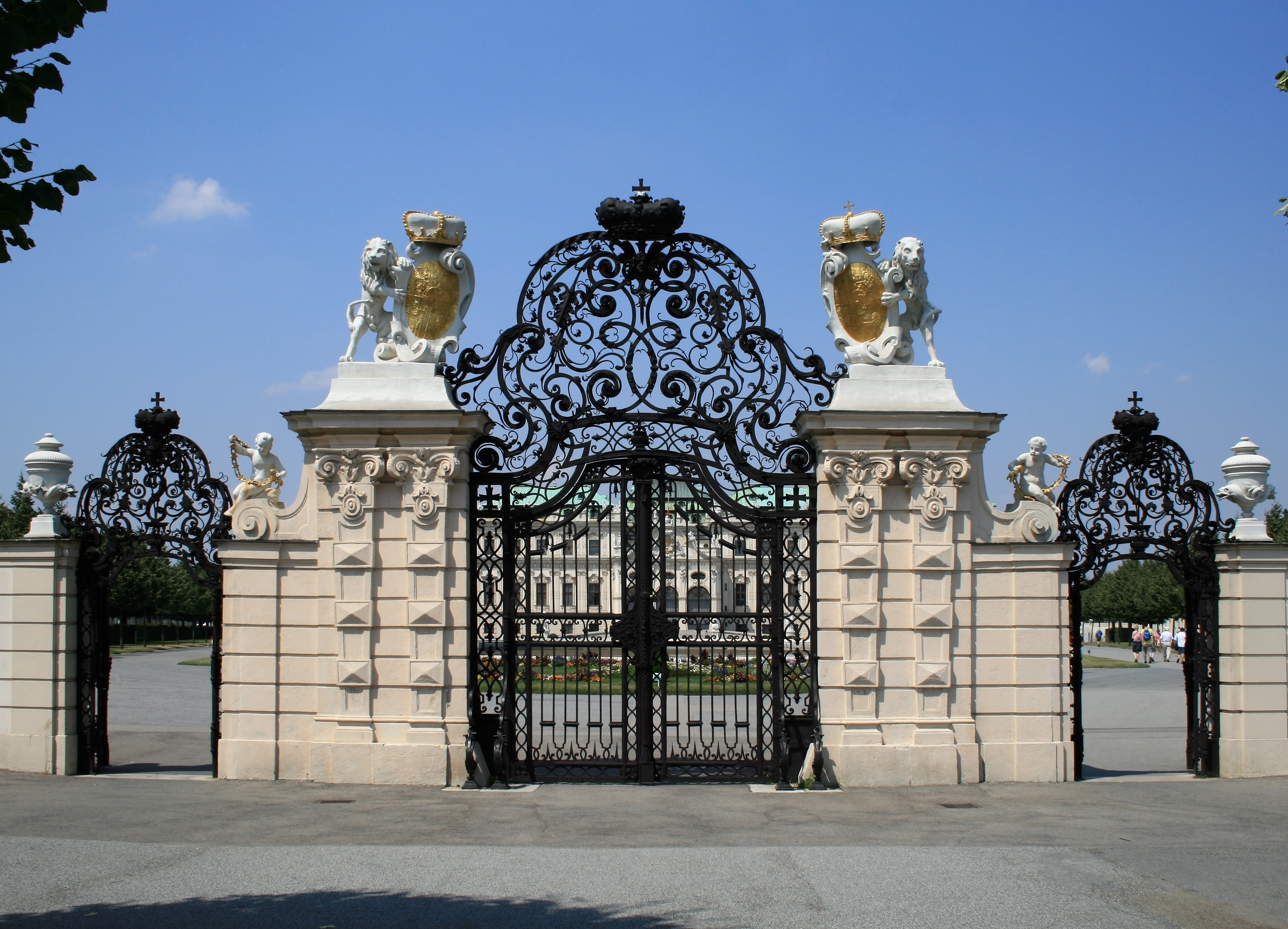
Cổng của Belvedere
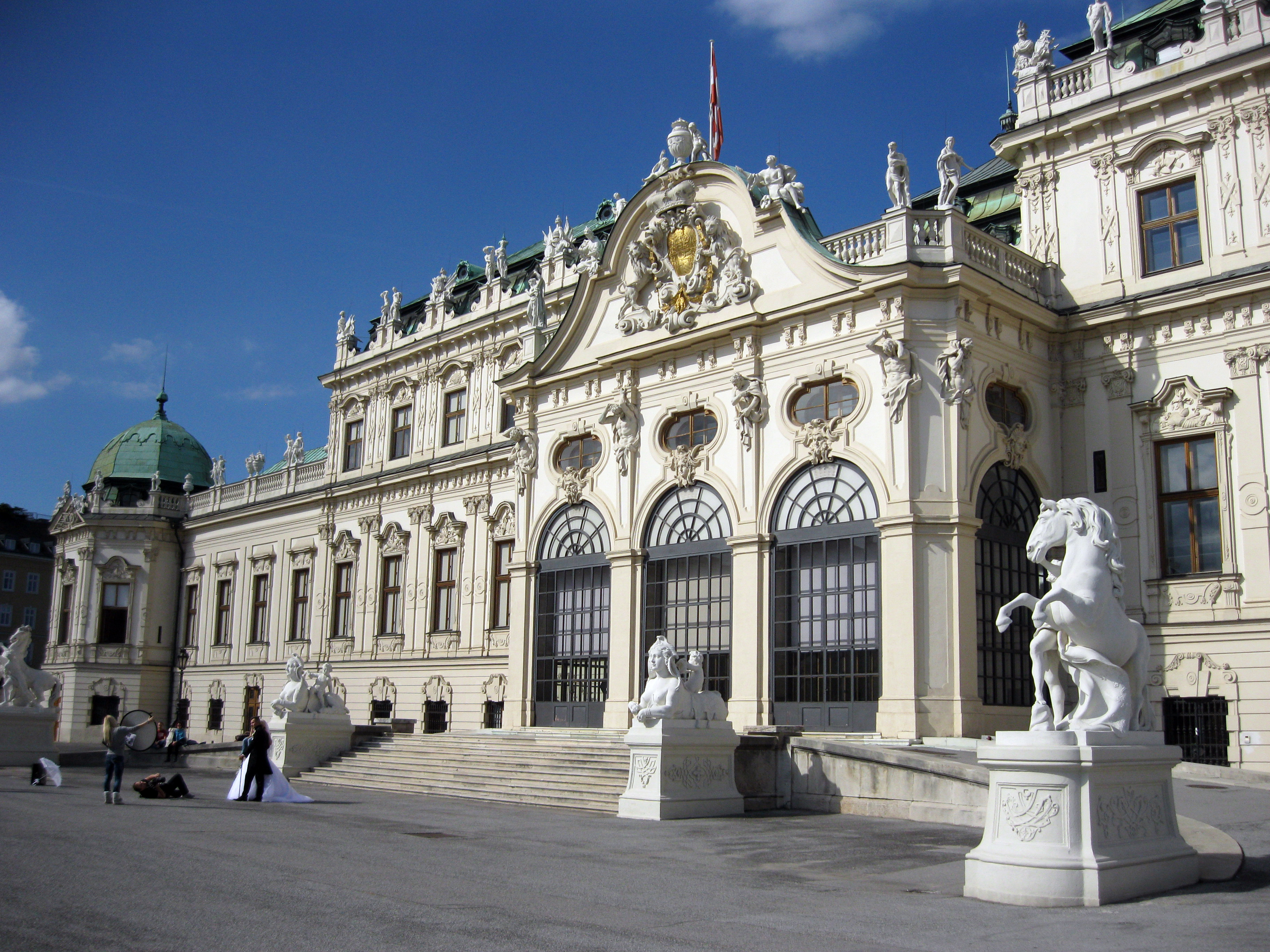
Thượng Belvedere
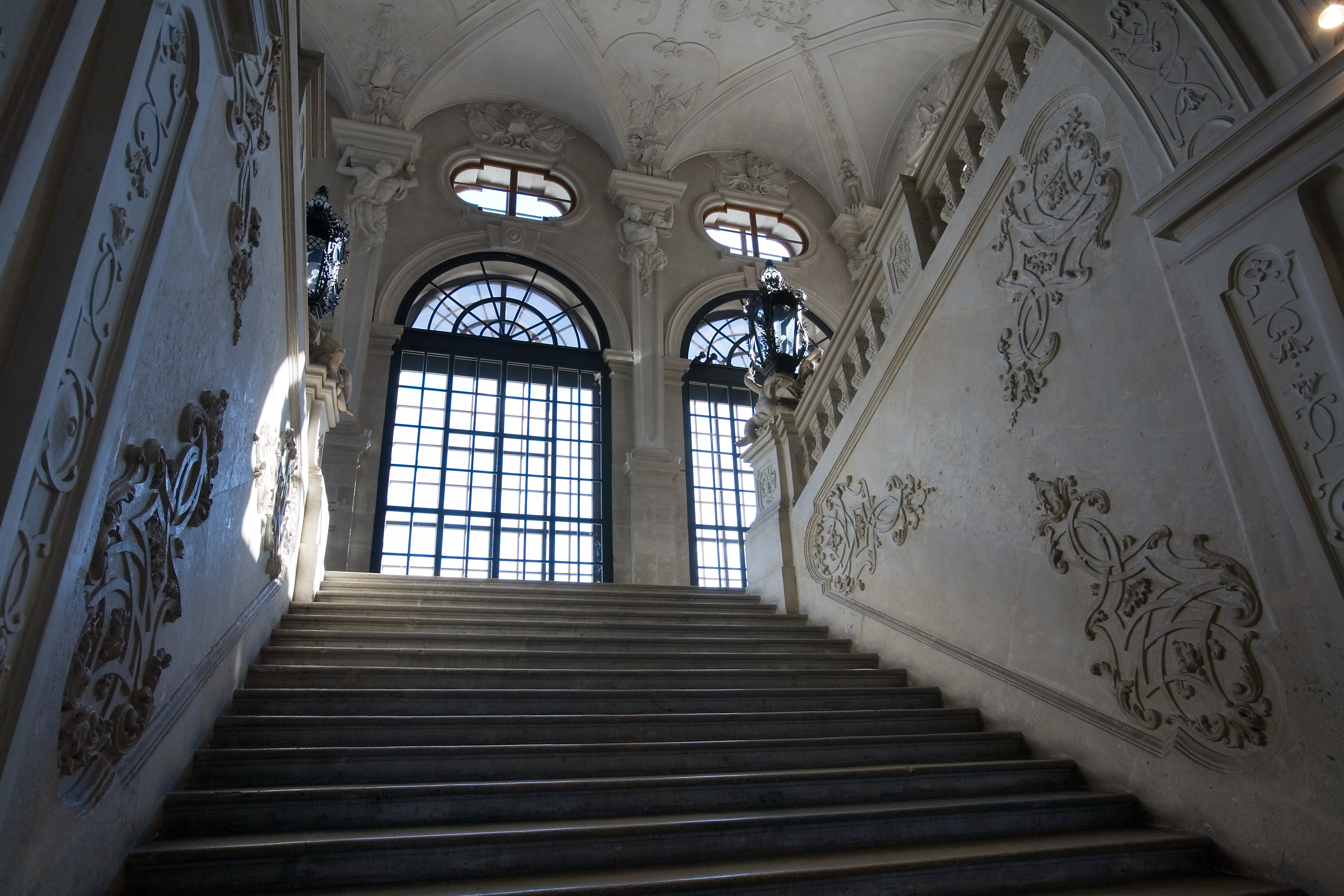
Bên trong Thượng Belvedere
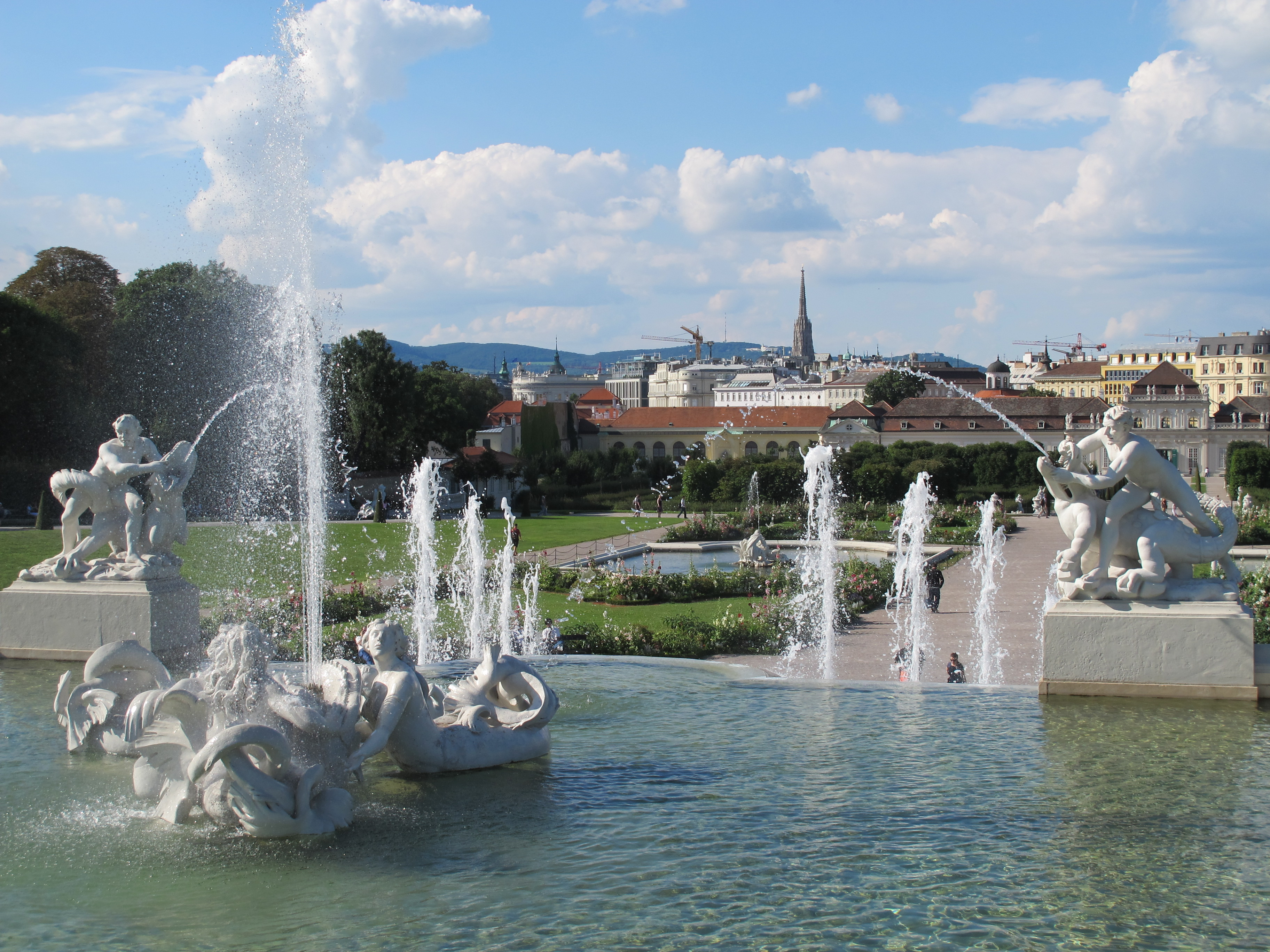
Vườn Belvedere
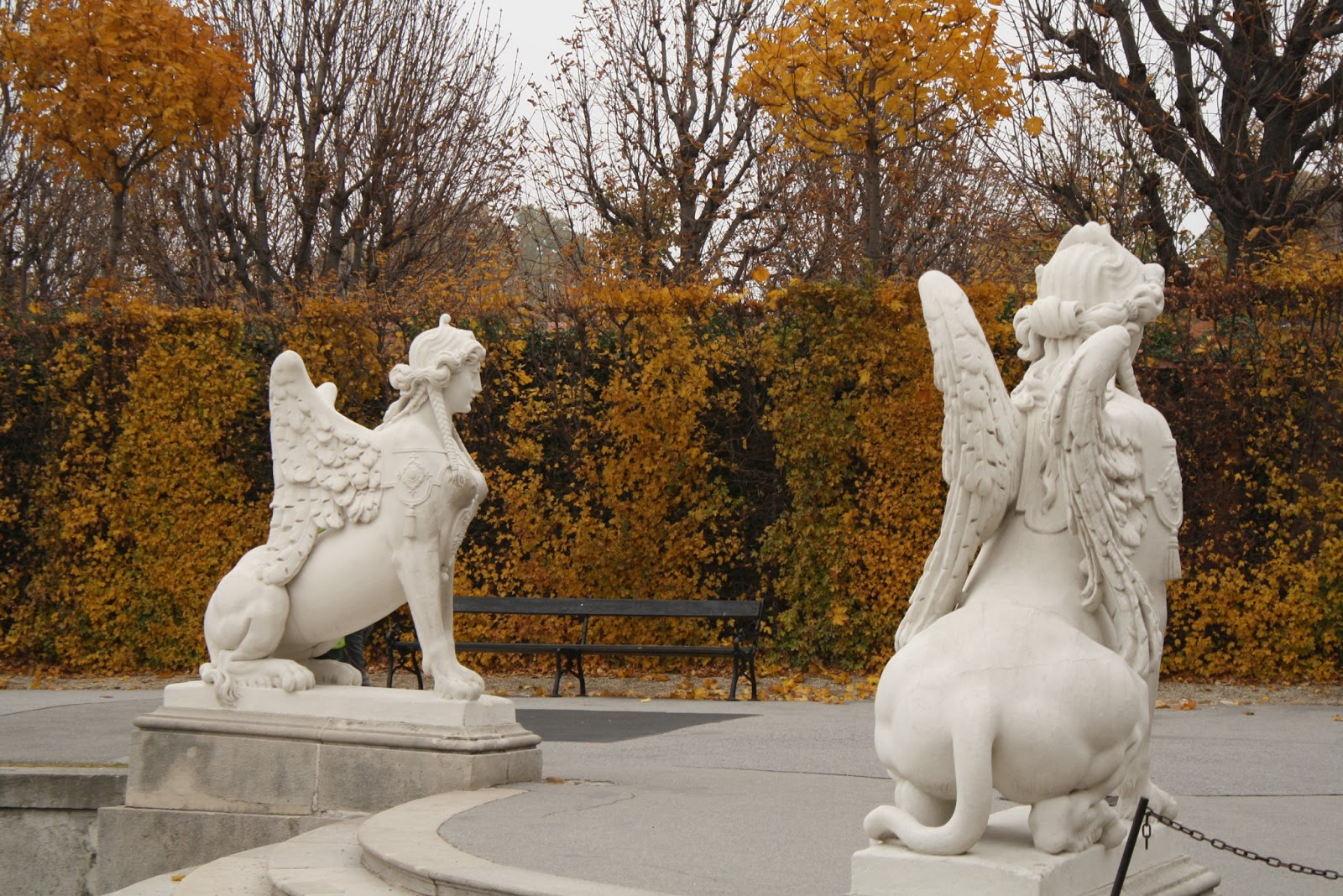
Tác phẩm điêu khắc nhân sư, Vườn Belvedere
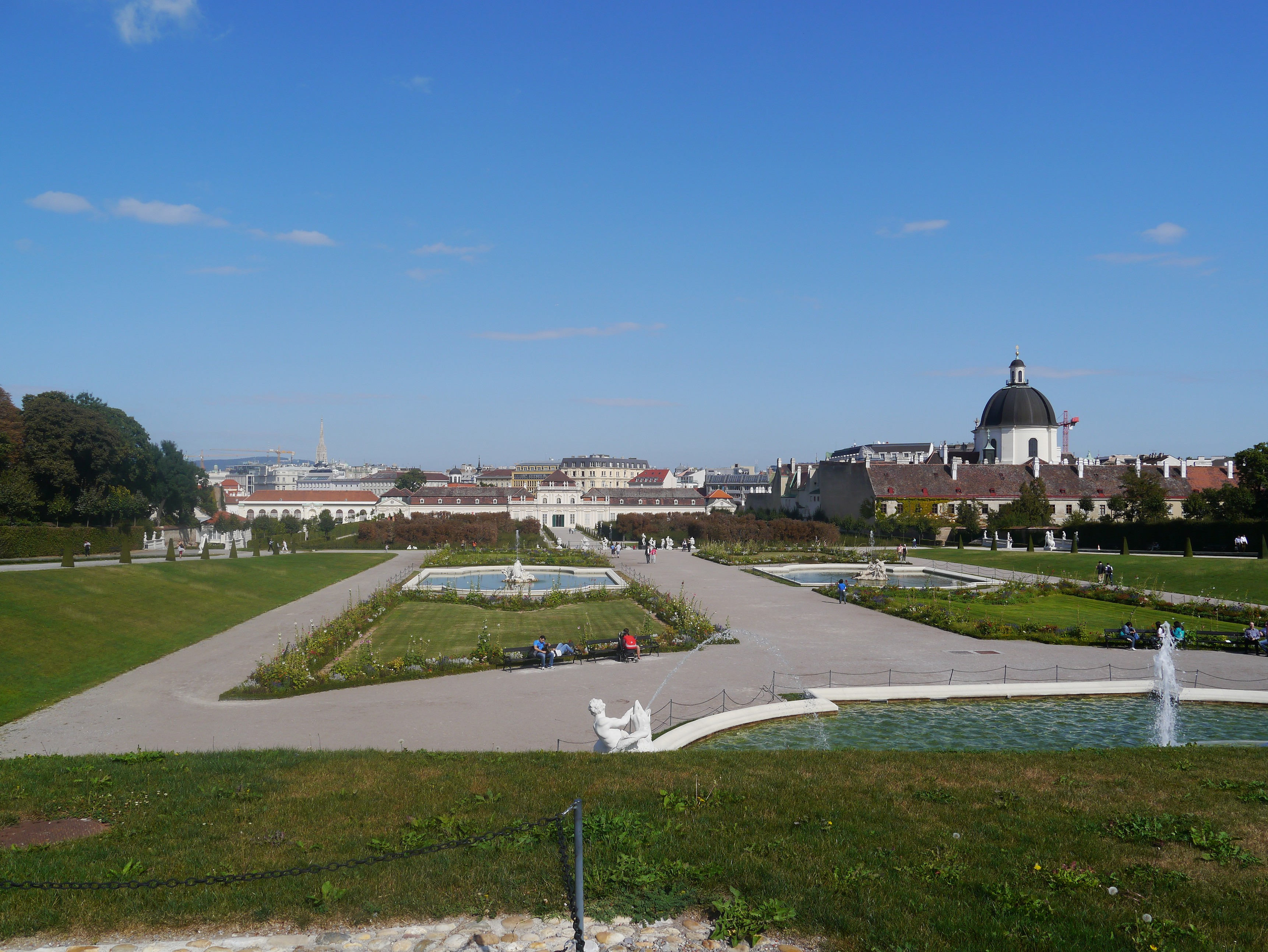
Vườn Belvedere
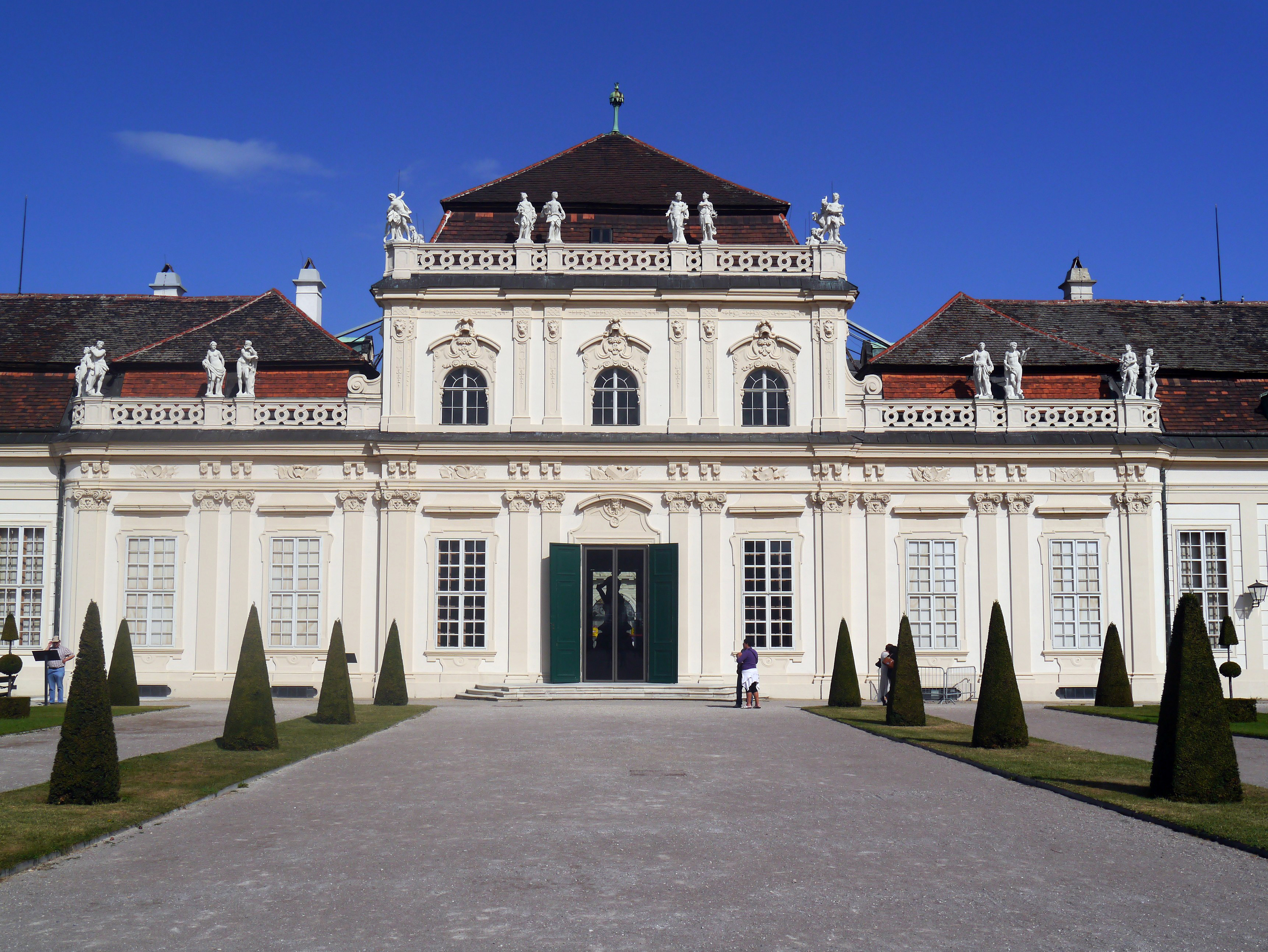
Hạ Belvedere
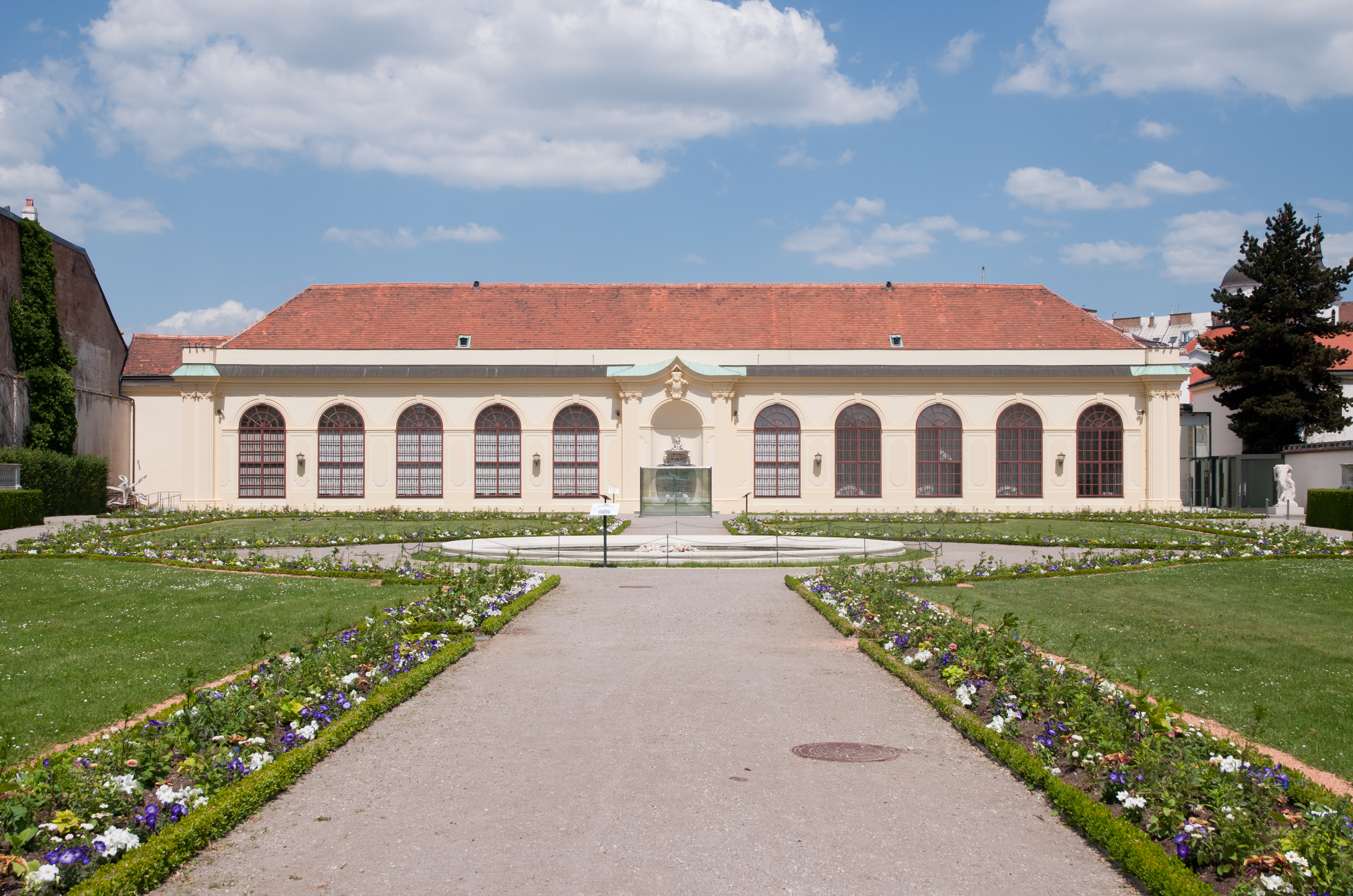
Vườn cam Hạ Belvedere